# Мъпет бебета (сериал, 2018)
„Мъпет бебета“ (на английски: Muppet Babies) е американски компютърно анимиран сериал, с участието на бебешките версии на героите на „Мъпетите“, който се излъчва премиерно на 23 март 2018 г. и е насочен към целева аудитория от деца на три до осем годишна възраст. Той е рийбут на оригиналния анимационен сериал от 1984 г. Последният епизод е излъчен на 18 февруари 2022 г.

## В България
В България сериалът се излъчва и по локалната версия на Disney Junior през 2022 г. с български нахсинхронен дублаж, записан в студио „Александра Аудио“.